# Prima conferenza di Québec

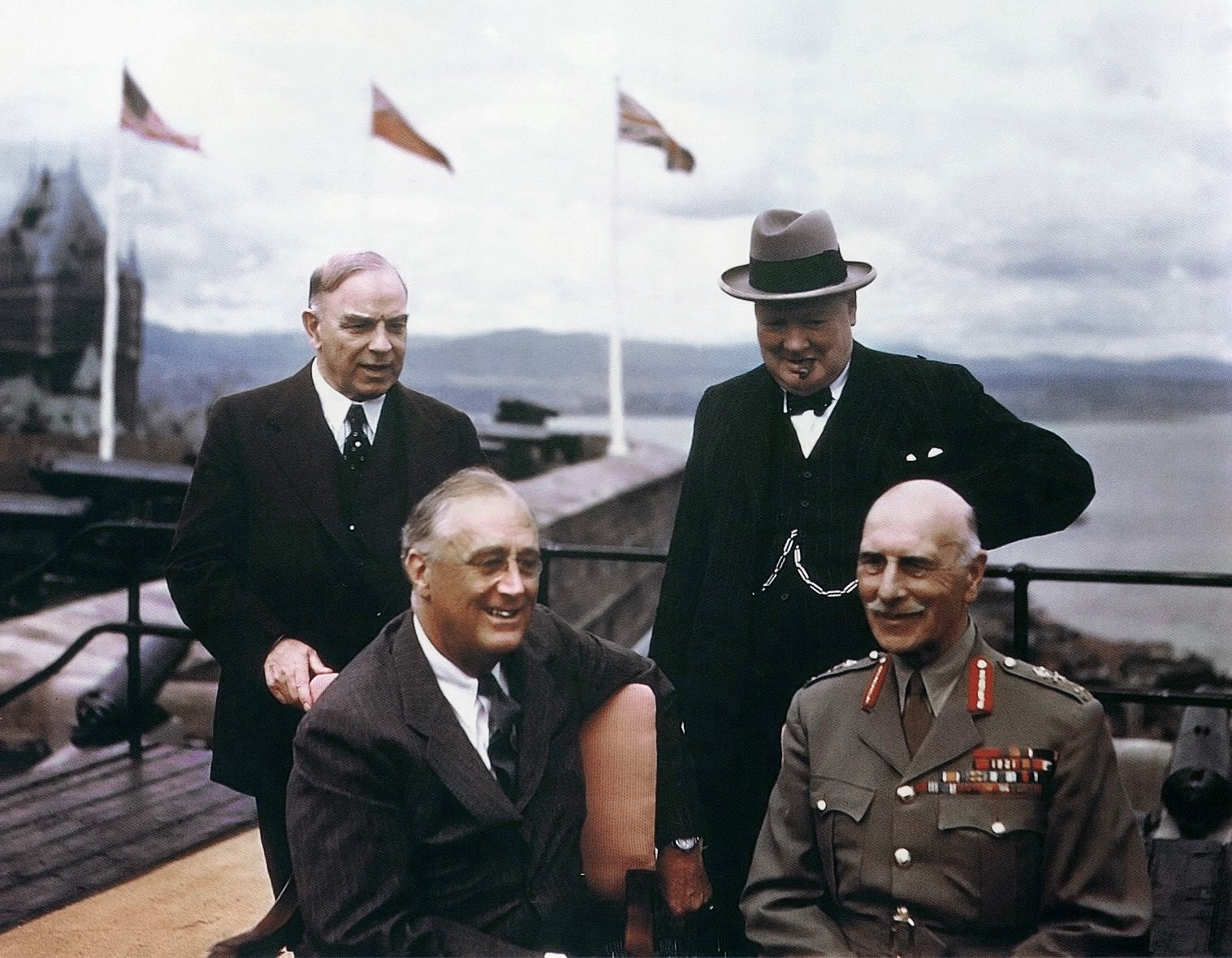
Mackenzie King, Roosevelt, Churchill e il Conte di Athlone nella "Cittadella".

La prima conferenza di Québec (nome in codice QUADRANT) fu una conferenza segreta di altissimo livello tenutasi nella città canadese di Québec durante la seconda guerra mondiale.

## Argomenti trattati
Si svolse dal 17 al 24 agosto 1943 e vi presero parte Mackenzie King, Roosevelt e Churchill.
Gli alleati si accordarono per iniziare l'effettiva pianificazione dell'invasione della Francia, chiamata in codice Overlord, della cui organizzazione preliminare era stato incaricato a seguito della conferenza di Casablanca il COSSAC (Chief Of Staff to Supreme Allied Commander) del generale britannico Frederick Edgeworth Morgan. In realtà un piano vero e proprio venne stabilito solo successivamente, dopo la creazione del SHAEF con a capo Dwight David Eisenhower.
Si discusse anche dell'aumento dei bombardamenti aerei della Germania e della dislocazione delle forze americane in Gran Bretagna. Churchill persisteva nel considerare privilegiato il teatro di operazioni mediterraneo, come già a Casablanca, impegno verso il quale gli statunitensi erano più tiepidi, tanto da bloccare gli azzardati piani proposti da Churchill per un'offensiva nei Balcani. Fu così stabilito di limitarsi a supportare la guerriglia partigiana in tale zona. Churchill riuscì comunque a imporre l'apertura di un secondo fronte nel sud-est asiatico con Lord Mountbatten a capo delle operazioni.
Inoltre si discusse sull'operazione Culverin, un'operazione in cui gli alleati avrebbero dovuto riconquistare la punta settentrionale di Sumatra (l'attuale provincia di Aceh), occupata dall'Impero giapponese. Tale operazione non fu mai effettuata anche per la mancanza di risorse e ad altri eventi successivi, che la resero inutile.
Furono anche siglati degli accordi segreti anglo-americani per la condivisione dei progetti di sviluppo di ordigni atomici, la gestione delle relative informazioni e del loro utilizzo bellico.
Sempre in questa conferenza si discusse al riguardo del progetto Habakkuk il quale prevedeva la costruzione di una portaerei di ghiaccio. I proponenti, Lord Mountbatten e Geoffrey Pyke, portarono un blocco di pykrete da mostrare a Winston Churchill, affinché il progetto potesse ricevere l'approvazione dei Capi di Stato e degli ammiragli.
Le decisioni strategiche vennero comunicate all'Unione Sovietica e a Chiang Kai-Shek. Vennero anche espresse dichiarazioni congiunte sulla Palestina occupata dai britannici e sulla condanna delle atrocità naziste in Polonia.

## Galleria d'immagini

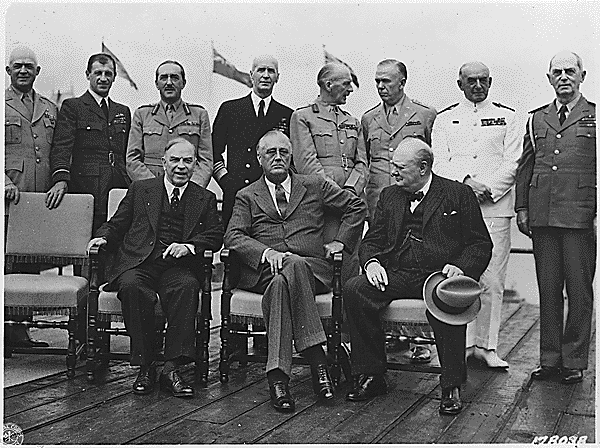
Foto di gruppo del 18 agosto 1943.
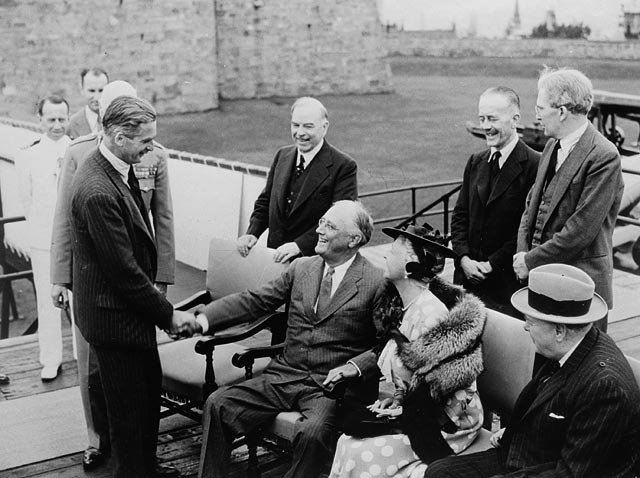
Franklin Delano Roosevelt saluta Anthony Eden.
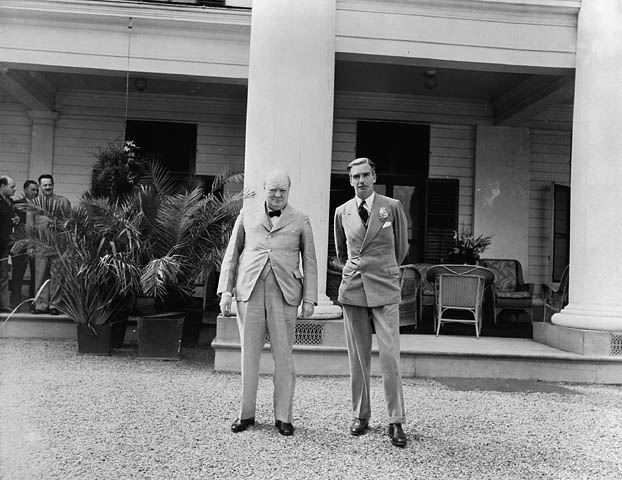
Winston Churchill e Anthony Eden.